# Dumetoniscus graniticus
Dumetoniscus graniticus es una especie de crustáceo isópodo terrestre de la familia Bathytropidae, la única conocida de su género.

## Distribución geográfica
Es endémica de Socotra.